# Komandér
Komandér (česky velitel) se užívá v následujících rozdílných významech.
- velitel vojenského oddílu, který má k dispozici vlastní štáb
- velitel samostatně operující jednotky, často se speciálním určením, jejíž velící důstojník je tak nazýván z tradičních důvodů
- námořní důstojník, který odpovídá armádní hodnosti podplukovníka, v některých zemích nazýván fregatním kapitánem
- hodnostní stupeň řádu za zásluhy
- hodnost a titul rytířského řádu

## Námořní hodnost
V námořnictvech anglicky hovořících zemí se jako komandér (Commander) označuje důstojnická hodnost odpovídající armádní hodnosti podplukovníka, která v systému hodností NATO odpovídá stupni OF-4. Vyšší hodností je kapitán (Captain). Hodnost komandéra se vyvinula ze starší hodnosti Master and Commander užívané britským Royal Navy v 18. století. V jiných námořnictvech jí odpovídá hodnost fregatní kapitán. Například Kanadské královské námořnictvo používá v angličtině označení hodnosti Commander a ve francouzštině, druhém oficiálním jazyku Kanady, označuje stejný stupeň jako Capitaine de frégate.

Commander, Australské královské námořnictvo
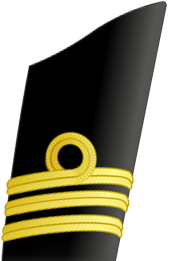
Commander/capitaine de frégate, Kanadské královské námořnictvo
Commander, Námořnictvo Spojených států amerických
Commander, Pobřežní stráž Spojených států amerických
Commander, Royal Navy

## Německo
V německých bojových silách je Kommandeur vojenským důstojníkem. Velí vojenskému útvaru od oddílu velikosti batalionu až po divizi.
Komandérovi stojí po boku štáb s různými štábními odděleními, který jej podporuje v různých oborech velení či vojenské správy.

### Bundeswehr
V Bundeswehru jsou tato štábní oddělení označována písmenem S (když jsou vedena v rámci generálního štábu tak písmenem G) a jednou z cifer označujících základních oblastí velení jako například:
- S3, příslušející oblasti rozvoje vědomostí a dalšího vzdělávání, velení, organizace a řízení
- G6, příslušející podpoře velení, prostředkům dálkové komunikace, zpracování dat a IT-bezpečnostním službám

### Wehrmacht
Kommandeur byl doplňkový titul velitele samostatné jednotky: Kommandeurem byl nazýván (ale nebyl na něj povýšen; služební stupeň a skupina výše žoldu zůstávaly nezměněny) ten, kdo byl po určitou dobu velel samostatné jednotce. Těmito samostatnými jednotkami byly veškeré regimenty (pluky), avšak nikoliv bataliony (prapory) například Abteilungen (oddělení) u artilérie (dělostřelectva). Existovalo mnoho speciálních oddílů, bei denen es gar keine Regimenter gab, např. u artilérie (dělostřelectva) pozorovací oddělení; takové jednotky byly samostatné. Šéfem regimentu byl v normálním případě Oberst (plukovník), mohl jím být ale také Oberstleutnant (podplukovník) a na konci války i major; velitelem oddělení byl v normálním případě Major a na konci války i Hauptmann (kapitán). Všichni výše jmenovaní mohli být nazývání 'Kommandeur'. Praktický význam mělo toto rozčlenění pouze pro die häufige „Kommandeursbesprechung“ bei der Division - da nahmen nur die Kommandeure der selbständigen Einheiten teil.

## Rakousko a Švýcarsko
V rakouském Bundesheeru a švýcarské armádě je pro komandéra používán pojem Kommandant.

## Synonymní pojmy
Pojem má též synonymní významy. Těmi jsou například v pojmosloví řádů Kommandeur či Komtur, prostřední stupeň v hodnostním žebříčku řádů za zásluhy, které jsou rozčleněny do více hodnostních stupňů.

### Řádový stupeň
Čestná legie
Ve francouzském řádu Čestné legie stojí hodnost Commandeur či Komtur nad řádovými hodnostními stupni Rytíř Čestné legie a Důstojník Čestné legie a pod řádovými hodnostními stupni Velkodůstojník a Velkokříž.
Rytířské řády
V rytířských řádech byl titulem Komandér nebo Komtur (odvozeno od tvaru Kommentur, z lat. commendator - německy Befehlshaber) označován představitel komendy.